# Hürtgenwald
Hürtgenwald est une commune de Rhénanie-du-Nord-Westphalie (Allemagne), située dans l'arrondissement de Düren, dans le district de Cologne, dans le Landschaftsverband de Rhénanie.
Au 31 décembre 2012, la population de la commune s'élevait à 8 606 habitants pour une densité de 98 hab/km2.

## Histoire

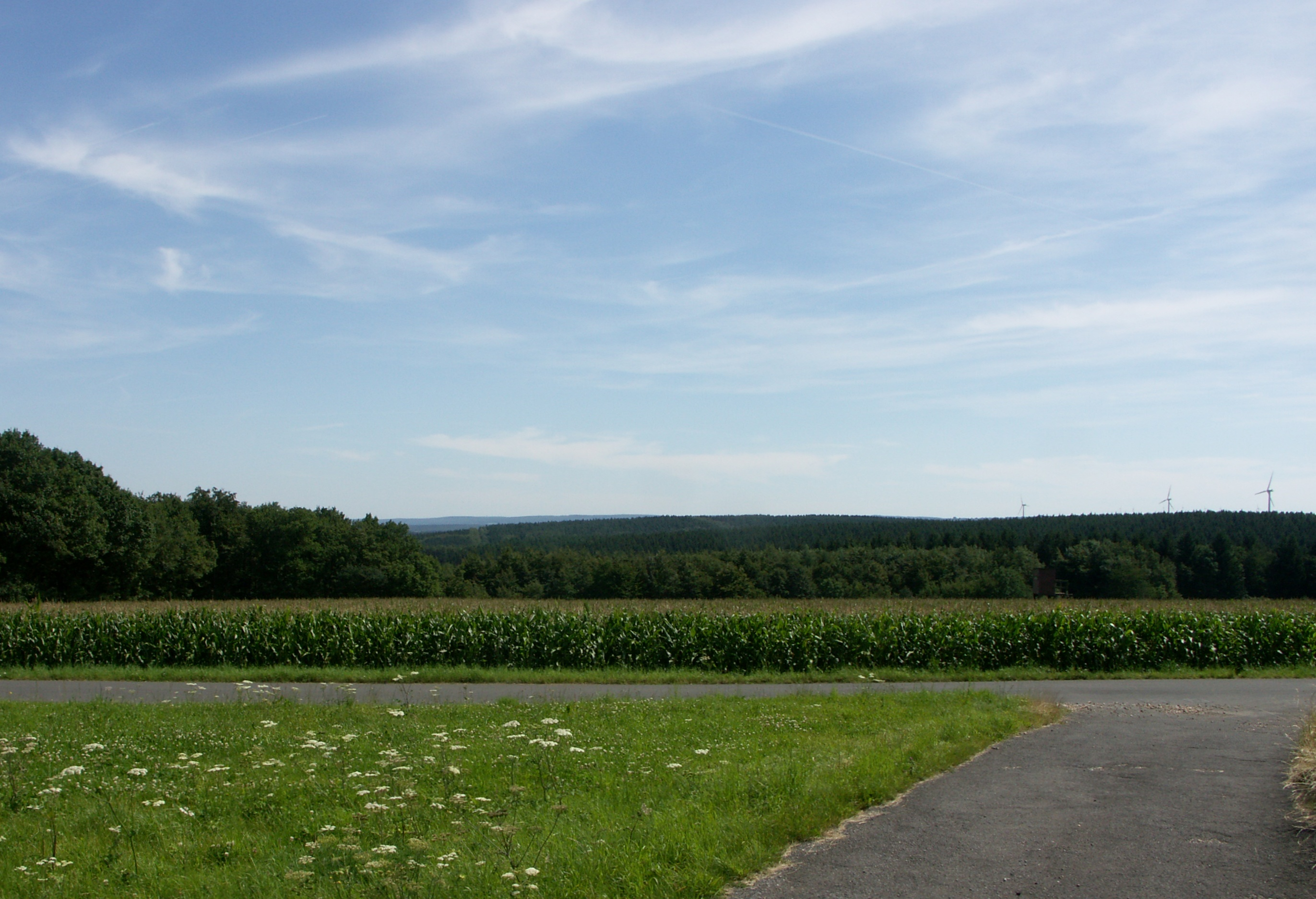
Vue du paysage de Hürtgenwald.

La commune est devenue célèbre pour avoir été pendant la Seconde Guerre mondiale le théâtre de l'une des batailles les plus sanglantes du front de l'Ouest en 1944. Deux cimetières militaires (l'un situé à Hürtgenwald et l'autre à Vossenack) ont été inaugurés en mémoire des soldats tombés.
Aujourd'hui, le paysage agréable (collines boisées, lacs et rivières) attire un grand nombre de personnes venant de zones densément peuplées situées à proximité, notamment de la région de Cologne et de la région de la Ruhr, à des fins récréatives.